# نسيم بوجلاب
نسيم بوجلاب (بالألمانية: Nassim Boujellab) (مواليد 20 يونيو 1999) هو لاعب كرة قدم مغربي يلعب في مركز خط الوسط في نادي شالكه 04.

## روابط خارجية
- نسيم بوجلاب على موقع قاعدة بيانات كرة القدم.إي يو (الإنجليزية)
- نسيم بوجلاب على موقع ناشيونال فوتبول تيمز (الإنجليزية)
- نسيم بوجلاب على موقع Soccerway.com (الإنجليزية)
- نسيم بوجلاب على موقع عالم كرة القدم.نت (الإنجليزية)